# Côte-d'Or
Côte d'Or (oznaka 21) je departma v severovzhodni Franciji, ki se nahaja v regiji Burgundiji.

## Zgodovina
Departma je bil ustanovljen v času francoske revolucije 4. marca 1790 iz dela ozemlja nekdanje pokrajine Burgundije.

## Geografija
Côte d'Or (Zlato pobočje) leži v vzhodnem delu regije Burgundije. Na jugu meji na Saône-et-Loire, na zahodu na Nièvre, na severozahodu na Yonne, na severu na departmaja regije Šampanja-Ardeni Aube in Gornjo Marno, na vzhodu pa na departmaja regije Franche-Comté Gornjo Saono in Juro.
Skozi departma poteka v smeri severovzhod - jugozahod hribovita Langreška planota. V njenem jugozahodnem delu izvira ena glavnih francoskih rek Sena. Od Dijona dalje se v isti smeri vzdiguje pobočje Côte d'Or, po katerem je departma imenovan. Prav to pobočje je vinogradniški rajon znanih burgundskih vin. V tem predelu izvira več rek: Armançon, Arroux, Ouche. Zahodno od Langreške planote se nahaja gozdnata pokrajina Châtillonais. V jugovzhodnem delu departmaja leži obsežna dolina srednjega toka reke Saone.